# Шабатоев, Руслан Алымкулович
Руслан Алымкулович Шабатоев (6 апреля 1974, село Эпкин, Киргизская ССР — 2008, Бишкек) — киргизский политический деятель, депутат Жогорку Кенеша от Социал-демократической партии Кыргызстана.

## Биография
Руслан Шабатоев родился 6 апреля 1974 года в селе Эпкин (ныне — им. Алиаскара Токтоналиева в Ысык-Атинском районе Чуйской области) в семье служащих. Окончил Каирминскую среднюю школу Аламединского района, в 1992 году поступил в Киргизскую государственную медицинскую академию, которую окончил в 1998 году по специальности «врачебное дело» с присвоением квалификации «врач-лечебник».
В 1998-2000 годах обучался в Центре последипломного обучения КГМА, по окончании которого ему была присвоена врачебная специальность «хирург». Параллельно в 1998 году Руслан Шабатоев поступил на факультет права Кыргызского государственного национального университета, который окончил в 2002 году по специальности «юриспруденция».
В 2000-2005 годах работал врачом-хирургом в Учреждении ОП 36/31 МВД КР. Март 2005 года - кандидат в депутаты Жогорку Кенеша КР, активный участник мартовской революции, комендант Белого Дома КР. По Распоряжению № 197 от 24 мая 2005 года Премьер-министра Кыргызской Республики он был избран генеральным директором Открытого акционерного общества «Микрокредитная компания „Фонд развития предпринимательства“». С 19 июня 2006 года по 28 ноября 2007 года решением акционера был назначен председателем правления ОАО МКК «Фонд развития предпринимательства».
По результатам выборов в Жогорку Кенеш, прошедших 16 декабря 2007 года, Руслан Шабатоев был избран депутатом по партийному списку Социал-демократической партии Кыргызстана.

### Смерть
30 сентября 2008 года депутат Руслан Шабатоев поздно вечером ужинал вместе с главой национального агентства связи Кубатом Кыдыралиевым, после чего его вызвали на улицу, и через 20 минут его мобильный телефон был отключен. По факту его исчезновения было заведено уголовное дело.
Тело депутата было найдено ровно через год, 30 сентября 2009 года в селе Байтик. Его родственники опознали найденный труп по остаткам одежды и наручным часам. Место захоронения трупа указал лидер местной преступной группировки Жумабек Закирбаев, якобы по словам которого к убийству депутата имели отношение казахстанские криминальные структуры, которые попросили у своих киргизских коллег устроить с Шабатоевым встречу, чтобы выбить из него долги. В результате возникшей ссоры Руслан Шабатоев был убит выстрелом из пистолета.
После апрельской революции 2010 года Жумабек Зикирбаев меняет показания, что не причастен к убийству.  При странных обстоятельствах совершает побег из здания Первомайского районного суда Бишкека. Позднее при задержании был ликвидирован  выстрелом снайпера.